# Carambola a 4 palle
4-ball Carom o carambola a quattro palle è una specialità di biliardo all'italiana diffusa in Asia, Corea e Giappone. Deriva dalla carambola ma nonostante la similitudine del regolamento ne è differente.

## Regolamento
Si gioca su un tavolo da biliardo di misura 284 x 142 cm senza buche e si usano quattro biglie, di cui due rosse (una più scura e una più chiara) e due bianche (di cui solitamente una col punto). Ciascuna delle due biglie bianche sono assegnate a ciascun giocatore come biglia battente propria.

Come con la carambola, lo scopo del gioco è di carambolare usando la stecca, ovvero colpire le tre bilie con un solo tiro; se si colpiscono due bilie si guadagna un punto, mentre se si colpiscono tutte e tre le bilie se ne guadagnano due.
Oltre alla specialità principale vi sono delle varianti che si differenziano per il regolamento:

### Yotsudama
Si gioca con due biglie rosse, una gialla e una bianca (spesso le due bilie battenti sono bianche, di cui una con un cerchio rosso). Ad ogni giocatore è assegnata la propria bilia battente. Viene assegnato un punto carambolando su entrambe le bilie rosse; nel caso il giocatore non riuscisse a carambolare su entrambe le bilie rosse, o comunque tocca la bilia avversaria, viene penalizzato di un punto.

### Carambola decimale
Popolare nell'Europa centrale, specialmente in Repubblica Ceca, il gioco si apre con le bilie colorate disposte a triangolo (come nel pool) e viene stabilito chi dei due giocatori prenderà "palla a mano" per il primo tiro. L'obiettivo del gioco è colpire con la propria biglia (bianca) le tre biglie (i cui i colori potrebbero essere approssimati in rosso, giallo e blu) e totalizzare più punti possibile fino alla chiusura della partita: colpendo due bilie si guadagna un punto, mentre colpendone tre se ne guadagnano dieci; se prima delle bilie si tocca una sponda, il punteggio realizzato è doppio come nella Goriziana.